# 亀山つとむのスポーツマンデー!
『亀山つとむのスポーツマンデー!』（かめやまつとむのスポーツマンデー）は、毎日放送（MBSラジオ）で2016年3月28日から2020年3月16日まで毎週月曜日の夕方に放送されていた番組。同局本社M館ラジオスタジオ（大阪市北区茶屋町）からの生放送で、亀山つとむ（毎日放送野球解説者、元・阪神タイガース）の冠番組でもあった。
放送時間は基本として、18:00 - 18:30（JST）。放送上は、『亀スポ!』（MBSラジオが2004・2005年度のナイターオフ期間に放送した亀山の冠番組）と同じく、「亀スポ」（かめスポ）という略称も用いた。ただし、月曜日にプロ野球のナイトゲームを中継する場合には、当番組の放送を休止していた。

## 概要
2009年4月6日から7年間にわたって放送された『亀山つとむのかめ友 Sports Man Day』（『かめ友』）の後継番組で、メインパーソナリティの亀山が続投したほか、2018年9月まではヤマダ・エスバイエルホーム（社名は当時）が引き続きスポンサーに付いていた。
その一方で、MBSラジオのプロ野球中継・関連番組にレギュラーで出演する市川いずみと山田スタジアム（山スタ）を、亀山の新たなパートナーに起用。オープニング・コーナーのテーマ曲やジングルも、亀山が愛聴するBOØWYの楽曲を流用していた『かめ友』時代から一転して、関西地方を中心に活動するシンガーソングライター・オオザカレンヂkeisuke（おおざかれんぢけいすけ）が作ったオリジナルのインストゥルメンタルを採用している。
1時間の生放送番組であった『かめ友』の終了時点と同じく、放送開始時間を18:00に設定。ただし、編成上の事情から、放送時間を30分間に短縮した。その関係で、日本プロ野球以外のスポーツの話題も幅広く扱っていた『かめ友』から、放送内容を一新。プロ野球シーズン中の放送では、毎日放送の地元・関西地方のプロ野球球団（阪神およびオリックス・バファローズ）の情報を中心に取り上げる。ただし、放送回によっては、『かめ友』時代の「かめ友」（アスリート系のレギュラーゲスト）もスタジオへ随時出演。オフシーズンの放送では、『かめ友』時代に似たスタイルで、「かめ友」・現役アスリート・スポーツ関係者とのスタジオトークを中心に構成していた。
なお、番組開始以来プロ野球シーズン中の放送を中心に出演してきた山スタは、2018年度で降板。2019年度には、亀山と市川だけで生放送を進行していた。
2020年3月16日放送分で終了。『かめ友』時代から11年間にわたって、MBSラジオで毎週月曜日の夕方に編成されてきた亀山の冠番組シリーズにも終止符が打たれた。翌週（同月23日）からは、井上雅雄・藤林温子（いずれも毎日放送アナウンサー）の出演による『タイガース全力応援宣言 MBSマンデーベースボールパーク』が、当番組の放送枠と阪神関連の企画を引き継ぐ。

## 放送時間
- 2016年3月28日 - 2020年3月16日 　毎週月曜日 18:00 - 18:30
  - プロ野球シーズン中に『MBSベースボールパーク』としてナイトゲームを中継する場合には、当番組を休止する一方で、市川が中継のスタジオアシスタントを担当することが多かった。
    - セ・パ交流戦期間中やリーグ戦の終盤に予備日扱いで（阪神戦を含む）プロ野球のナイトゲームを開催する場合には、月曜日の通常編成における当番組以降の自社制作・スポンサー付き番組（『弁護士の放課後 ほな行こか〜』『ニュースなラヂオ』[2]）との兼ね合いで、当番組を放送することがあった[3]。
    - 2018年4月30日（みどりの日の振替休日）に、13:54から放送していた広島東洋カープ対阪神のデーゲーム中継（MAZDA Zoom-Zoom スタジアム広島）を、18:07まで延長（市川がスタジオアシスタントを担当）。月曜日夕方のレギュラー番組のうち、『地震防災メモ』『Wマコトの笑コミュ』（いずれも事前収録の単独提供番組）を中継終了後から順次放送したため、当番組は18:25から放送した。ただし、18:30以降も『弁護士の放課後 ほな行こか〜』（大阪弁護士会の単独提供による収録番組）や『MBSマンデースペシャル』（19:00 - 20:00、当日は日清食品が協賛する『めっちゃ!祭nine』の公開収録イベントの模様を放送）を編成していた関係で、当番組の放送時間は18:30までの5分間（本編では1分半）にとどまった。
    - 2018年セ・パ交流戦の予備日に当たる6月11日には、同月9日（金曜日）にナイトゲームとして開催予定だった阪神対千葉ロッテマリーンズ戦（甲子園）が、雨天中止によって当日に振り替えられた。MBSラジオでは、当番組から20時台までのレギュラー番組を休止したうえで、当該カードの中継を18:00から急遽放送。中継の開始と同時に雨天中止（予備日の同月19日＝火曜日への再振り替え）が決定したため、中継を18:09で切り上げた後に、雨傘番組として待機させていた当番組を18:10から18:30まで放送した。
      - 当日は「MBSラジオ　スペシャルウィーク」の初日にも当たっていたため、中継内で予定していたリスナーへのプレゼント企画も当番組の放送中に実施。亀山は、当番組に続いて、『MBSベースボールパーク番外編　今日は投げないんです!蹴るんです!スペシャル』（2018 FIFAワールドカップの開幕に向けた『MBSマンデースペシャル』枠の生放送番組）にも出演した。

  - 『かめ友』時代に続いて、本編（レギュラー版）の終了後に別番組をはさんでから、『MBSマンデースペシャル』枠で特別編（スペシャル版）を放送することがあった。
    - MBSラジオでは2016年10月10日（体育の日）に、ニッポン放送の制作による巨人対DeNAのセントラル・リーグクライマックスシリーズ　ファーストステージ第3戦（東京ドームのデーゲーム）中継を、『MBSベースボールパーク』として13:55から試合終了まで相互ネット形式で放送（MBS側のスタジオ担当は市川）。当番組については、プロ野球ドラフト会議を10日後（10月20日）に控えていることから、同会議をめぐる事情に詳しい安倍昌彦をゲストに迎えたスペシャル版とレギュラー版（いずれも生放送）で編成する予定だった。しかし、前述のカードが延長11回まで続いた関係で、MBSでは18:45まで中継を放送。当番組では、前後に編成しているスポンサー付き番組との兼ね合いなどから、レギュラー版の放送を急遽休止した。スペシャル版は当初の予定どおりに放送したものの、中継終了後から2本のスポンサー付き番組（いずれも事前収録で合計45分間）の放送を優先させた関係で、放送枠を当初の1時間から30分間（19:30 - 20:00）に短縮させている。
    - 2018年度には、山スタと市川の出演による『亀スポ延長スペシャル　山田スタジアワー!』を不定期で生放送。本編と違って、スポーツに関する話題をほぼ取り上げない一方で、以下の企画で構成していた。
      - 「市川いずみの　物持ちがエエわ〜!」
        - 両親から高校への入学祝いとして贈られた腕時計を、現在に至るまで（電池を随時交換するだけで）使い続けるなど、市川の「物持ちの良さ」に着目したリスナー参加企画。リスナーが長年大切に扱っている品々の画像を受け付けるとともに、その画像の内容をエピソードと共に紹介した。

      - 「DJスタジの物持ちがエエ曲!」
        - いわゆる「ジャケ買い」にヒントを得た「ジャケ掛け」企画。毎日放送本社内のレコード室に保管されている数万枚のレコードから、山田がジャケットを見ただけで選んだ数曲のレコードを、生放送中にいきなり掛けたうえで市川と感想を述べ合った。

  - 2016年のリオデジャネイロオリンピック期間中の放送（8月8日・15日・22日）では、オープニングに続いて、『リオデジャネイロオリンピックハイライト』（文化放送が幹事局として事前収録形式で制作した民放ラジオ統一番組）を5分間挿入した。

## 出演者

### 放送終了時点
メインパーソナリティ
- 亀山つとむ
  - 阪神の春季キャンプ期間中（毎年2月）には、取材を目的に一軍キャンプ地の沖縄県宜野座村へ滞在するため、『かめ友』時代に続いて現地から生中継で出演していた。
  - 2016年8月22日放送分では、亀山の阪神選手時代のチームメイトだった藪恵壹（MBSラジオ野球解説者）が、夏季休暇中の亀山に代わってパーソナリティを担当。ただし、放送上のタイトルを変更しなかった。
  - 当番組の終了を機に、MBSラジオ制作番組のレギュラーパーソナリティを勇退。毎日放送野球解説者としての活動に、事実上専念する。

パートナー
- 市川いずみ（フリーアナウンサー）
  - MBSラジオでは、『藤本敦士のDASH宣言!』（2014年度のナイターオフ番組）のアシスタントを皮切りに、2015年度から『MBSベースボールパーク』シリーズの番組へレギュラーで出演。『ベースボールパーク』や毎日放送の関連会社・GAORAの阪神ホームゲーム中継のベンチリポーターを随時務める関係で、当番組では阪神二軍（ファーム）の取材も担当していた。
  - スタジオへ出演できない場合や、阪神の二軍を取材できない場合には、当時プロ野球を担当していた森本尚太（毎日放送アナウンサー）がパートナー代理や取材を担当した。
  - 当番組が終了した2020年度からは、プロ野球シーズン中の火 - 木曜日に、『MBSベースボールパーク』のスタジオアシスタントと『市川いずみのベースボールパークEXトラ!』（後座番組）のパーソナリティを単独で兼務する。
- 以上のレギュラー出演者以外にも、「かめ友」であった金子達仁（熱烈な阪神ファンでもあるスポーツライター）・青木愛（京都市出身の元アーティスティックスイミング日本代表選手）・大畑大介（ジャパンラグビートップリーグ・神戸製鋼コベルコスティーラーズのアンバサダー）などを、随時ゲストに迎えていた。
- 放送週によっては、オープニング後にスポンサーのCMをはさんで、亀山（または市川）によるインフォマーシャルやレギュラー出演者を交えたラジオショッピングコーナーをおよそ5分にわたって生放送。「ビッグムーン大月のおいしいもんいっぱいおマンデー情報」というタイトルで放送する場合には、「ビッグムーン大月」こと大月勇（毎日放送ラジオ営業部員→ラジオ局制作部員、元・アナウンサー）が、進行役としてスタジオに出演していた。

### 過去
- 山田スタジアム
  - 漫才コンビ・ストリークの一員として活動していた時期から、阪神ファンの代表として、MBSラジオのプロ野球関連番組へレギュラー出演。ヤマダ・エスバイエルホームが当番組のスポンサーに名を連ねていた時期のエンディングでは、亀山が提供クレジットを読み上げた直後に、「（自身の名前が山田であることにちなんで）やっぱり（山田という）名前がええわぁ・・」と呟いてから、「負ける気がせんわ!」という絶叫で番組を締めくくっていた。同社がスポンサーから降板した2018年4月以降の放送でも、エンディングの提供クレジットでは、他のスポンサー名を列挙してから上記のフレーズを言っている。
  - 当番組には、プロ野球シーズン中のレギュラー版、亀山がスタジオへ登場しない阪神の春季キャンプ期間中、オフシーズンのスペシャル版でプロ野球関係の話題を取り上げる場合に出演。ただし、オフシーズン中の月曜以外の全曜日夕方に放送する『MBSベースボールパーク みんなでホームイン!』の2016年度ナイターオフ版では、亀山・市川と共に水曜日のレギュラーを担当。同年度から2017年度までプロ野球シーズン中に不定期で放送された『MBSベースボールパーク番外編　みんなでホームイン!』でも、亀山か市川と共演することがあった。
  - MBSラジオがスポーツ情報番組の再編に踏み切った2017年度のナイターオフ編成以降は、当番組が同局における山スタ唯一のレギュラー番組になっていたが、2018年度で出演を終了。2019年8月から『MBSベースボールパーク』のtwitter公式アカウント上で「山田ツィタジアム日曜負ける気がせんわ!」（プロ野球シーズンで阪神のデーゲームを開催する日曜日限定の実況・応援ツイート企画）を始めたため、同月5日放送分には、この企画の告知ゲストとして当番組へ10ヶ月半振りに登場した。

## 主なコーナー・企画

### 通年放送
- 「ファーストピッチメッセージ」
  - リスナーから寄せられたメッセージを紹介するコーナーで、2019年4月2日放送分から開始。野球のファーストピッチ・イベント（始球式）さながらに、オープニングの挨拶に続いて、市川がメッセージを1通紹介した。
- 「亀ともさんウエルカメ♪」
  - 『かめ友』時代の「かめ友プレゼンツ」（「かめ友」がメインの週替わり企画）の系譜を継ぐトーク企画で、上記の「かめ友」をはじめ、さまざまなジャンルのアスリートやスポーツ関係者をゲストに迎えていた。プロ野球シーズン中には、後述する週替わり企画と交互に不定期で放送。『特別編』で放送したり、亀山による阪神・オリックス関係者へのインタビューの模様を収録した音源を流したりすることもあった。

### プロ野球シーズン中にのみ放送
- 「プレイバック☆タイガース!」
  - プロ野球シーズン中には、放送前週における阪神の戦い振りを、1試合単位で回顧。阪神OBの亀山が、良い点も悪い点も鋭く指摘していた。
  - 2016年度には、「with Tigers」（毎日放送グループによる阪神応援キャンペーン）との連動企画として、「タイガース　ええとこばっかりプレイバック」を後半に放送。『ベースボールパーク』の阪神戦中継や、報道素材用に収録した実況音源から、放送前週の試合における阪神選手の名シーン・阪神勝利の瞬間の実況だけを抜粋したダイジェスト音源を一気に流していた。2019年度からは、この音源を活用した特別番組を、プロ野球シーズン中に『MBSマンデースペシャル』で放送することがあった。『MBSマンデーベースボールパーク』でも、「タイガース　今週のええトコプレイバック」と改題したうえで継承。
  - 2017年度には、「タイガース　ええとこばっかりプレイバック」の前に、「見逃しません　亀目線」を放送。放送前週の阪神戦から、亀山が「今後の戦いにつながる」という意味で特に物申したいプレーを、実況音源とともに紹介していた。
  - 2018年度までは、亀山がスタジオ以外の場所から中継で出演する場合や、亀山が他の仕事（海外での取材など）との兼ね合いで放送前週の阪神の戦い振りを十分に把握できていない場合に、山スタの進行で「見逃しません　スタ目線」として放送していた。
- 「ギュギュッとバファローズ!」
  - 『かめ友』時代に同名の企画を随時放送していた名残で、「プレイバック☆タイガース」に続いてレギュラーで放送。オリックス関連の最新情報を市川が伝えた。
  - プロ野球シーズン中には、「プレイバック☆タイガース!」と同様に、放送前週におけるオリックスの戦い振りを1試合単位で回顧。「タイガース　ええとこばっかりプレイバック」と違って、実況のダイジェスト音源を基本として流さなかった。ただし、亀山の出身高校（鹿屋中央高等学校）の先輩に当たる別府修作など、オリックス球団関係者からのコメントを紹介することがあった。

#### 過去
- 「とれたて!掛布ファーム情報」（2016・2017年度）
  - 阪神のファーム・若手選手の近況を伝えるコーナーで、市川が取材と報告を担当。当時阪神の二軍監督を務めていた掛布雅之に対する市川のインタビュー音源も、随時放送していた。
  - このコーナーでの取材が縁で、掛布が阪神の二軍監督として最後に采配を振るった甲子園球場でのウエスタン・リーグ公式戦（2017年9月28日の対広島東洋カープ戦）では、市川が掛布からの指名で退任セレモニーのインタビュアーを務めた。
- 「山田スタジアムの負ける気がせぇへん気がするわ」（2016年度）
  - 阪神の勝利に向けた験担ぎに関するメッセージを、阪神ファンのリスナーから募集。その一部を紹介するとともに、山田が実際に体験した結果を報告した。
- 「うららを目指せ!いっちーボウリング」（2017年2月 - 5月）
  - 「いっちー」という愛称を持つ市川がメインで進行するコーナーで、2017年2月6日放送分からスタート。市川がボウリングを本格的に体験した模様を随時報告しながら、ボウリングの魅力や上達の秘訣を伝えていた。タイトルの「うらら」は、市川が1ヶ月にわたってレッスンを受けた姫路麗（ひめじ・うらら、大阪府池田市出身のプロボウラー）[4]の名前にちなむ。